# Clethra bridgesii
Clethra bridgesii är en tvåhjärtbladig växtart som beskrevs av Boris Fedtjenko. Clethra bridgesii ingår i släktet Clethra och familjen Clethraceae. Inga underarter finns listade i Catalogue of Life.